# Brachyscelidiphaga aurea
Brachyscelidiphaga aurea är en stekelart som först beskrevs av Girault 1915.  Brachyscelidiphaga aurea ingår i släktet Brachyscelidiphaga och familjen puppglanssteklar. Inga underarter finns listade.